# 二哈和他的白猫師尊
『二哈和他的白猫師尊』（中国語: 二哈和他的白猫师尊）は肉包不吃肉による中国のWeb小説作品。

## 概要
2017年9月21日から2019年8月25日まで晋江文学城にて連載されていた長編仙侠BL小説である。全話350章(本編311章+番外編39章)で構成。
2021年10月末以降、晋江文学城にてロックされた為、Web版へのアクセスはできない。テンセント・ビデオにて二哈和他的白猫師尊を原作とした実写ドラマ皓衣行が配信予定。
タイトルの意味は「二哈(ハスキー犬)」「和(と）」「他的白猫師尊(彼の白猫師匠)」となっている。

## あらすじ
一世を風靡した暴君である墨燃。大切な思い人を戦いで亡くし、彼は自らの師尊・楚晩寧への復讐を心に誓った。成長した後、墨燃は踏仙君を名乗り修真世界の頂点へ立つ。悪事のかぎりを尽くして世人に忌み嫌われ、楚晩寧を慰みものにしてあるべき最期を迎えた。はずだった。目を覚ますと、墨燃は自分が17年前の世界にいることに気づいた。全ての過ちはまだ犯されていない。今度こそ鬼畜な師尊から思い人を守り抜き、彼と添い遂げたい思いを胸に、墨燃は運命を変えようと動き出した。そして、前世と似て非なる状態で起こるさまざまな出来事の中で、墨燃は楚晩寧の異なる一面に触れていくことになる。

## 登場人物

### 主要人物
墨燃
本作の主人公。字は微雨。誕生日は4月9日。身長は189cm。死生之巅の掌門、薛正雍の甥。薛蒙の従兄。前世は修真界最初の君主・踏仙帝君として人間界に君臨し、暴虐のかぎりを尽くして師である楚晩寧を陵辱した。その後楚晩寧は死亡し、2年後墨燃も毒を飲んで自殺。死んだかと思いきや、目を覚ますと過去に戻っていた。
幼少期に母・段衣寒を亡くし自身の手で埋葬。その後、母の遺言に従って荀風弱に出会い、15歳まで醉玉楼で生活する。死生之巅に入門後、楚晩寧の弟子となる。兄弟子は師昧、弟弟子は薛蒙。
師昧へ思いを寄せている。前世天裂で彼を亡くして以来酷く塞ぎ込み、同時に師昧を見殺しにした楚晩寧を深く恨んだ。これは墨燃が踏仙君になったきっかけでもある。
醉玉楼で暮らしていため料理がとても得意。

楚晚寧
本作のもう一人の主人公。誕生日は8月9日。身長は180cm。修真界の死生之巅で長老を務め、墨燃、薛蒙、師昧の３人の弟子を持つ。通称、晩夜玉衡、北斗仙尊と呼ばれている。
紅蓮水榭に住み、常に真っ白な恰好をしているため白無常など多数のあだ名をつけられている。性格は苛烈で、自身にも他者にも厳しい。しかし、弱者や困っている者を見たりすると放っておけないなど、正義感が強く優しい人物でもある。
前世は弟子である踏仙君・墨燃との決戦に敗れて霊核を砕かれた。その後、墨燃から陵辱される日々を過ごした末に亡くなる。
幼少期は師匠である懐罪大師の元で育ち、その後儒風門に入門。しかし掌門である南宮柳の非道な行いに嫌気が差し、死生之巅へ行った。
墨燃に淡い恋心を抱いているが、師という立場や彼が師昧を好きであるという事実から日々苦悩し、自らの思いを否定してる。

### 死生之巓
薛蒙
字は子明。誕生日は8月25日。身長は178cm。死生之巅の少主で薛正雍と王初晴の息子。楚晚寧の弟子で墨燃の従弟にあたる。
前世では最後まで踏仙君の統治に抵抗し、その根城にされた死生之巅に攻め入った際、自殺前の踏仙君に会った最後の人物でもある。
早熟で天賦があり、通常霊核の形成には最低でも10年かかるところを、約5年で形成させたため「天の寵児」、「鳳凰の子」と持て囃されている。
墨燃とはいわゆる犬猿の仲でよく罵り合うが、気心が知れているためであり、お互いに危機が迫れば駆けつけ助け合う間柄である。世間擦れしておらず時折高慢さが表に出てくるものの、性格は素直で明るく非を認める心を持っている。

師昧
字は明浄。誕生日は11月2日。身長は183cm。楚晩寧の弟子。女性と見間違うばかりの美しい容貌を持つ。
墨燃の思い人であり、前世は天裂の際に死亡した。幼い頃に薛正雍に拾われ、死生之巅に入門し楚晚寧を深く慕っている。彼が作る紅油抄手は墨燃の大好物である。
温和で優しく、いがみ合う墨燃と薛蒙を諫めることもしばしば。戦闘向きの性格ではないと言われるも、正義感が強く問題に一人立ち向かうこともある。

薛正雍
死生之巓の掌門。弱きを助け、悪しきを挫く。薛蒙の父で、墨燃の伯父。前掌門である薛端容の弟。揚州を通りかかった際、当時17歳だった妻・王初晴に一目惚れをした。命を落とした兄の息子を探し続け、その末に見つけた墨燃を死生之巅へ連れてきた。前世は踏仙君・墨燃に殺された。

王初晴
薛正雍の妻。薛蒙の母。争いごと好まず、芯の強いお淑やかな優しい女性。門派の問題には一歩身をひいている。元々は孤月夜の弟子だったため、薬に詳しい。前世は踏仙君墨燃に殺された。

### 孤月夜
姜曦
字は夜沉。薬宗孤月夜の掌門。前世は踏仙君墨燃に殺された。性格が捻くれており、言葉が辛辣。恋愛は病気だと思っている。

華碧楠
天下一の薬門、孤月夜の大宗師で、寒鱗聖手と呼ばれる。姜曦からの信頼が厚い。

### 踏雪宮
梅含雪
梅寒雪の双子の弟。宮主の命に従って兄と神武・朔風を共有し、同時に表舞台には立たない。兄と違って女たらしであり、入れ替わっている間に梅含雪が口説いた女子達により、兄はいつも迷惑を被っている。幼い頃、薛正雍夫婦が母を助けてくれたこともあり、薛蒙とは幼馴染。砕葉城出身の為、幼い頃は中国語がわからなかった。前世は薛蒙と共に踏仙君・墨燃と戦った。

梅寒雪
梅含雪の双子の兄。宮主の命に従って弟と神武・朔風を共有し、同時に表舞台には立たない。女たらしな弟にいつも迷惑をかけられている。弟と違って口数が少ない。幼い頃薛正雍夫婦が母を助けてくれたこともあり、薛蒙とは幼馴染。砕葉城出身の為、幼い頃は中国語がわからなかった。前世は薛蒙と共に踏仙君・墨燃と戦った。

### 天音閣
木烟离
天音閣の現閣主。神族。幼い頃は実母、林夫人に虐待されていて、育ての親である華帰を本当の母のように慕っている。

### 桃苞山荘
馬芸
桃苞山荘の荘主。商人。修真界に大小の宿場を設け、小包の配達や仙馬、仙舟、霊力馬車の貸出、便利な舟車を作り多くの精鋭な牛馬を飼育していた事から、接客馬というあだ名が付いた。

### 無悲寺
怀罪
楚晩寧の師匠。楚晩寧を幼少から15歳まで無悲寺で育てたが、楚晩寧の反発により破門。以降絶縁状態にある。

### 儒風門
葉忘昔
誕生日は2月1日。身長は176cm。儒風門の長老である徐霜林の養子であり内弟子。儒風門七十二城のうち第七城「暗城」に属する暗衛。儒風門の少主である南宮駟は幼馴染。
品行方正な君子のような青年で、高い実力を持ち、暗衛の身分でありながら掌門の右腕として重用されている。前世では楚晩寧に次ぐ武力を持つ豪傑であったが、踏仙君・墨燃が儒風門を滅ぼそうとした際に降伏することなく最後まで抵抗を続け殺された。
葉忘昔の剛毅な姿を前世で目の当たりにした墨燃には一目置かれている。

南宮駟
字は無拘。誕生日は12月1日。身長は185cm。儒風門の掌門である南宮柳とその妻・容嫣の間に生まれたひとり息子で儒風門の少主。神武は玉弓・曼陀。葉忘昔は幼馴染。前世では病気によって夭折した。
自信家で傲慢、気分の良い時はよく笑う快活な青年だが、南宮柳や葉忘昔との関係がこじれてからはやや捻くれた一面も見せる。しかし儒風門に代々伝わる訓戒を遵守しており、君子であろうとする強い意志を持っている。幼少期に楚晩寧から修仙の手ほどきを受けているが、楚晩寧が儒風門を去ってからは誰にも拝師していない。
瑙白金
南宮駟が飼育している妖狼。白い体毛と赤い虹彩の瞳を持ち、体高は人間を三人重ねたほどもある大型の狼。成人男性の腕くらいある一対の牙と金色の爪を持つ。葉忘昔にもよく懐いている。

南宮柳
天下第一大派、臨沂儒風門の現掌門。衆仙の首魁である第一尊主。容嫣の夫で南宮駟の父。前世では踏仙君・墨燃が儒風門を滅ぼそうとした際にいち早く逃げ出したため生死は不明。弁舌に優れ諂諛することを得意とする。楚晩寧が儒風門の客卿だった頃の南宮柳の振る舞いが原因で、楚晩寧からひどく嫌われている。
徐霜林
臨沂儒風門の第一護法長老。儒風七十二城のうち第七城「暗城」の城主で暗衛の統領。葉忘昔の師匠であり義父。前世では踏仙君・墨燃が儒風門を滅ぼそうとした際に儒風門の弟子を率いて葉忘昔と共に抵抗したが、葉忘昔を凶刃から守り死亡した。飄々とした人物で、葉忘昔とは親子というより兄弟のように見える。
容嫣
南宮柳の妻であり南宮駟の母。南宮駟が幼い頃に妖獣に襲われ死亡している。南宮駟に儒風門の訓戒をくりかえし教え、君子であれと厳しく教育する。
南宮長英
臨沂儒風門を建門した太掌門（初代掌門）で、法術・格闘術共に優れた約四百年前の天下第一宗師。神武は神弓・穿雲。儒風門に代々伝わる君子としての訓戒を後世に遺す。

## 漫画
中国の漫画配信アプリ、快看漫画にて2021年08月16日から連載中。1期第19集まで漫剧というビデオ漫画の形式も配信していた。

### キャスト
漫剧キャスト
- 墨燃 - 陈张太康
- 楚晩寧 - 姜广涛
- 師昧 - 羊仔
- 薛蒙 - 倒霉死勒

## 実写ドラマ
二哈和他的白猫師尊を原作としてテンセント・ピクチャーズによって制作された実写版。テンセント・ビデオにて配信予定。

## ラジオドラマ
公式から許可を受けて、中国のネットラジオウェブサイト猫耳FMにて翼之声中文配音社団制作のラジオドラマと晩間聴楓工作室制作のラジオドラマが配信されている。

2024年8月9日、Xアカウントにおいて日本語版ラジオドラマ「二哈と彼の白猫師尊」の2025年配信が発表された。配信サービス、制作会社は未発表。
ラジオドラマ内の名前の読みは括弧の通り。

### キャスト
翼之声中文配音社団制作版主要キャスト
- 墨燃 - 商桐
- 楚晩寧 - 卡修
- 薛蒙 - 倒霉死勒
- 師昧 - 逆鳞无伤

晩間聴楓工作室制作版主要キャスト
- 墨燃 - 沫生
- 楚晩寧 - 风萧萧兮
- 薛蒙 - 白弈
- 師昧 - 苏莫离

「二哈と彼の白猫師尊」版主要キャスト
- 墨燃(ぼくぜん) - 小野友樹
- 楚晩寧(そばんねい) - 大塚剛央

## 書誌情報
- 二哈和他的白猫師尊〈	(株)ソニー・ミュージックソリューションズ〉(日本語訳版)
  1. 二哈和他的白猫師尊 2024年 11月第1刷発行ISBN 9784789737074
  2. 二哈和他的白猫師尊2 2024年 11月第1刷発行ISBN 9784789737098
  3. 二哈和他的白猫師尊3 2025年 1月第1刷発行ISBN 9784789737142
  4. 二哈和他的白猫師尊4 2025年 2月第1刷発行ISBN 9784789737166
  5. 二哈和他的白猫師尊5 2025年 4月第1刷発行ISBN 978-4789737210

- 海棠微雨共帰途〈廣東旅遊出版社〉(簡体字版)
  1. 海棠微雨共帰途 2020年12月第1刷発行ISBN 9787557023607
  2. 海棠微雨共帰途2 2021年8月第1刷発行ISBN 9787557024949
  3. 海棠微雨共帰途3 2022年4月第1刷発行ISBN 9787557018955

- 二哈和他的白貓師尊〈葭霏文創出版社〉(繁体字版)
  1. 二哈和他的白貓師尊1 2022年5月第1刷発行ISBN 9789865537791
  2. 二哈和他的白貓師尊2 2022年5月第1刷発行ISBN 9789865537807
  3. 二哈和他的白貓師尊3 2022年5月第1刷発行ISBN 9789865537814
  4. 二哈和他的白貓師尊4 2022年5月第1刷発行ISBN 9789865537821
  5. 二哈和他的白貓師尊5 2022年5月第1刷発行ISBN 9789865537838
  6. 二哈和他的白貓師尊6 2022年5月第1刷発行ISBN 9789865537845
  7. 二哈和他的白貓師尊7 2022年5月第1刷発行ISBN 9789865537852
  8. 二哈和他的白貓師尊8 2022年5月第1刷発行ISBN 9789865537869
  9. 二哈和他的白貓師尊 番外編1 2022年5月第1刷発行(非売品)
  10. 二哈和他的白貓師尊 番外編2 2022年5月第1刷発行(非売品)

- 이합화타적백묘사존：바보 허스키와 그의 흰 고양이 사존〈B_lab〉(韓国語版)
  1. 이합화타적백묘사존：바보 허스키와 그의 흰 고양이 사존 1 2021年9月第1刷発行ISBN 9791127861537
  2. 이합화타적백묘사존：바보 허스키와 그의 흰 고양이 사존 2 2021年9月第1刷発行ISBN 9791127861544
  3. 이합화타적백묘사존：바보 허스키와 그의 흰 고양이 사존 3 2021年9月第1刷発行ISBN 9791127861551
  4. 이합화타적백묘사존：바보 허스키와 그의 흰 고양이 사존 4 2021年10月第1刷発行ISBN 9791127861568
  5. 이합화타적백묘사존：바보 허스키와 그의 흰 고양이 사존 5 2021年10月第1刷発行ISBN 9791127861575
  6. 이합화타적백묘사존：바보 허스키와 그의 흰 고양이 사존 6 2021年10月第1刷発行ISBN 9791127861582
  7. 이합화타적백묘사존：바보 허스키와 그의 흰 고양이 사존 7 2021年11月第1刷発行ISBN 9791127861599
  8. 이합화타적백묘사존：바보 허스키와 그의 흰 고양이 사존 8 2021年11月第1刷発行ISBN 9791127861605
  9. 이합화타적백묘사존：바보 허스키와 그의 흰 고양이 사존 9 2021年11月第1刷発行ISBN 9791127861612
  10. 이합화타적백묘사존：바보 허스키와 그의 흰 고양이 사존 10 2021年12月第1刷発行ISBN 9791127861629
  11. 이합화타적백묘사존：바보 허스키와 그의 흰 고양이 사존 11 2021年12月第1刷発行ISBN 9791127861636
  12. 이합화타적백묘사존：바보 허스키와 그의 흰 고양이 사존 12 2021年12月第1刷発行ISBN 9791127861643
  13. 이합화타적백묘사존：바보 허스키와 그의 흰 고양이 사존 외전 2022年1月第1刷発行ISBN 9791127863296

- The Husky and His White Cat Shizun〈セブンシーズ・エンターテインメント〉(英語版)
  1. The Husky and His White Cat Shizun: Erha He Ta De Bai Mao Shizun Vol. 1ISBN 9781638589297
  2. The Husky and His White Cat Shizun: Erha He Ta De Bai Mao Shizun Vol. 2ISBN 9781638589334
  3. The Husky and His White Cat Shizun: Erha He Ta De Bai Mao Shizun Vol. 3ISBN 9781638589341
  4. The Husky and His White Cat Shizun: Erha He Ta De Bai Mao Shizun Vol. 4ISBN 9781638589396

- ฮัสกี้หน้าโง่กับอาจารย์เหมียวขาวของเขา เล่ม〈ROSE Publishing〉(タイ語版)
  1. ฮัสกี้หน้าโง่กับอาจารย์เหมียวขาวของเขา เล่ม 1ISBN 9786161841799
  2. ฮัสกี้หน้าโง่กับอาจารย์เหมียวขาวของเขา เล่ม 2ISBN 9786161842512
  3. ฮัสกี้หน้าโง่กับอาจารย์เหมียวขาวของเขา เล่ม 3ISBN 9786161843007
  4. ฮัสกี้หน้าโง่กับอาจารย์เหมียวขาวของเขา เล่ม 4ISBN 9786161843489
  5. ฮัสกี้หน้าโง่กับอาจารย์เหมียวขาวของเขา เล่ม 5ISBN 9786161844356
  6. ฮัสกี้หน้าโง่กับอาจารย์เหมียวขาวของเขา เล่ม 6ISBN 9786161845001
  7. ฮัสกี้หน้าโง่กับอาจารย์เหมียวขาวของเขา เล่ม 7ISBN 9786161845568
  8. ฮัสกี้หน้าโง่กับอาจารย์เหมียวขาวของเขา เล่ม 8ISBN 9786161846039
  9. ฮัสกี้หน้าโง่กับอาจารย์เหมียวขาวของเขา เล่ม 9ISBN 9786161846541
  10. ฮัสกี้หน้าโง่กับอาจารย์เหมียวขาวของเขา เล่ม 10ISBN 9786161847012

- Husky〈Cam Phong〉(ベトナム語版)
  1. Husky1　2021年4月第1刷発行ISBN 9786045577295
  2. Husky2　2021年7月第1刷発行ISBN 9786045577301
  3. Husky3　2022年6月第1刷発行ISBN 9786043390636
  4. Husky4　2022年10月第1刷発行
  5. Husky4　2023年6月第1刷発行